# Columbo (personnage)
Pour les articles homonymes, voir Columbo (homonymie).
Columbo est un personnage de fiction créé par Richard Levinson et William Link dans le téléfilm The Chevy Mystery en 1960.

## Biographie fictive
Frank ou Bob (on ne l'appelle Bob que dans la version française, ce qui ne veut pas dire qu'il porte le prénom Robert comme middle name) Columbo est né et a grandi à New York. Vivant non loin de Chinatown, la famille de Columbo est composée de son grand-père, de ses parents, de ses cinq frères et de sa sœur. Son père portait des lunettes et faisait la cuisine, notamment italienne tout en apprenant au jeune Columbo — passant alors son enfance dans ladite cuisine — des recettes de son pays natal, tandis que sa mère était à l'hôpital, enfantant à nouveau (quasiment tous les ans, comme il le mentionne dans l'épisode Meurtre à la carte). Son grand-père lui laissait fouler le raisin lorsqu'il fabriquait son vin dans la cave. Il est d'origine italienne par ses deux parents. Sa famille est originaire de Sicile.
Le père de Columbo, qui n'a jamais gagné plus de cinq mille dollars par an, lui a enseigné à jouer au billard, une obsession qui restera collée au futur détective. Pas vraiment un enfant modèle, Columbo cassait les lampadaires dans les rues, jouait au flipper et faisait partie d'une bande de marmots toujours à l'affût de la bonne blague à faire. Le héros de son enfance était Joe DiMaggio, il aimait également les films de gangsters.
Lors de ses études au lycée, il laisse tomber la chimie et choisit l'ébénisterie. On lui connaît à l'époque une petite amie appelée Theresa. Après avoir fait son service militaire durant la guerre de Corée, dans la police militaire, Columbo entre dans la police de New York où il est assigné au douzième district. Il est formé par le sergent Gilhooley, un Irlandais génial qui tente de lui enseigner l'art de jouer aux fléchettes. Il déménage à Los Angeles en 1958 et se marie en 1961.
Cependant tous ces éléments de biographie sont à prendre avec précaution, car les renseignements que donne Columbo sur lui-même sont rarement avérés. Les nombreuses références qu'il fait à tel ou tel membre de sa famille lui servent si souvent de prétexte pour aborder le bon sujet auprès d'un suspect qu'on peut douter de leur véracité, et dans l'épisode 67, En grandes pompes, il attribue à un cousin des renseignements qu'on lui a vu acquérir auprès d'un chauffeur de taxi qu'il ne connaît pas, ce qui confirme l'hypothèse qu'il invente la plupart des allusions faites à sa famille.
Columbo possède un basset hound appelé « le Chien », car il ne réagit à aucun nom. D'une manière générale, on n'a jamais vu le chien de Columbo obéir à aucun de ses ordres ni à ceux de sa femme. Une remarque de Columbo au début de l'épisode 19, Quand le vin est tiré, laisse entendre qu'il a des enfants, ainsi que dans l'épisode 23, Au-delà de la folie, (dans la version française comme dans la version originale) mais tout le reste de la série laisse penser le contraire. Dans la version originale, il dit clairement ne pas avoir d'enfants alors que dans la version française, c'est traduit par le fait qu'il aurait une fille.
Dans la série Madame Columbo, le couple a une fille, Jenny, et Kate Callahan est censée avoir divorcé de son mari. Pourtant, même après ce divorce, il continue de faire référence à sa femme. On peut en déduire qu'ils se sont remariés, qu'il a une nouvelle femme, ou bien que cela fait partie de son personnage de policier naïf qu'il joue pour piéger ses adversaires... ou plus simplement qu'aucun rapport n'existe entre le lieutenant et le personnage de la série Madame Columbo (série qui a vite été un échec), si ce n'est leur nom.

## Description

### Apparence

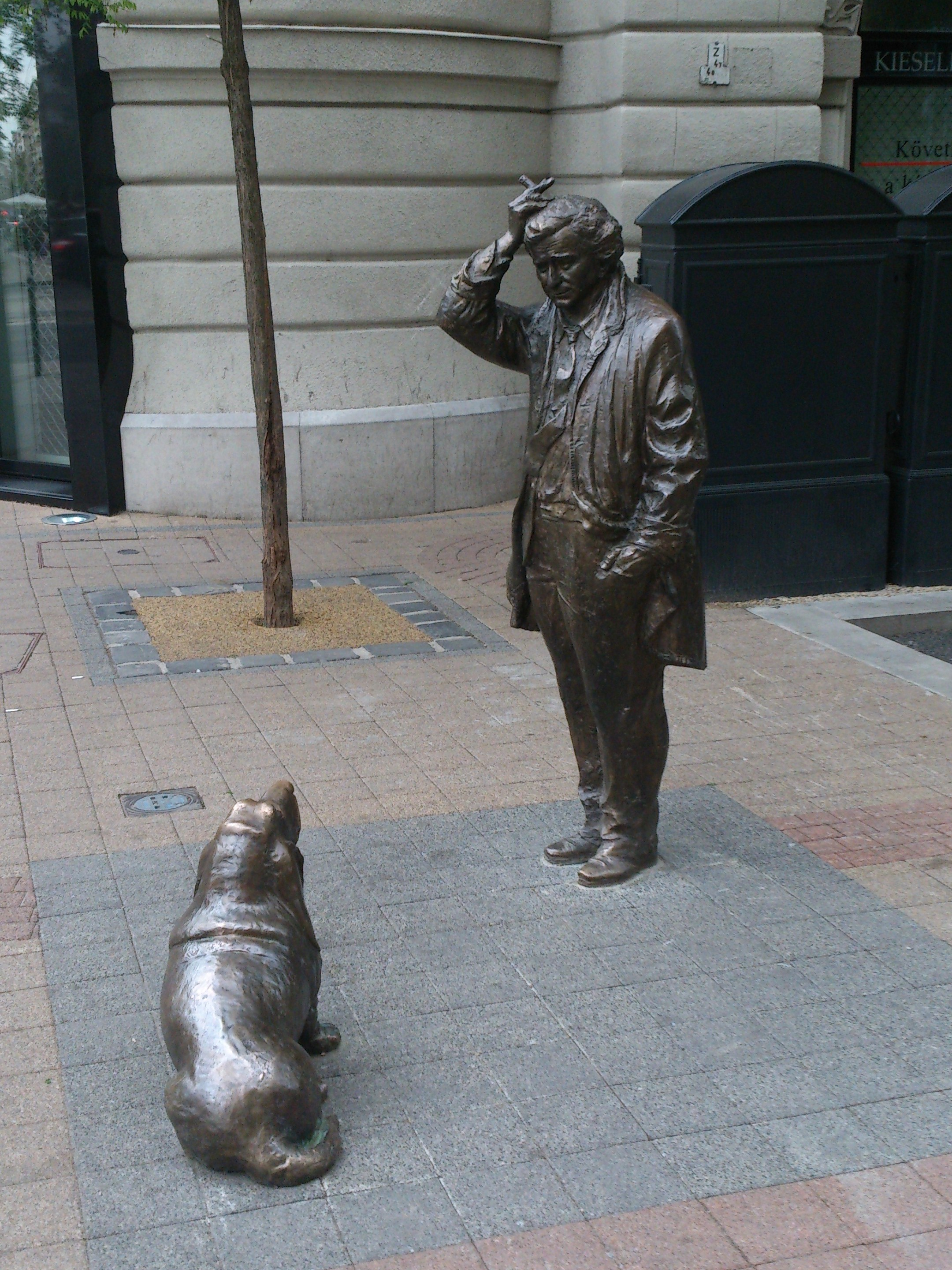
Statue de Columbo et de son chien à Budapest.

L'apparence de Columbo se confond avec celle que lui a donnée Peter Falk, troisième acteur à personnifier l'inspecteur après Bert Freed qui l'incarne dans le téléfilm Enough Rope en 1960, et Thomas Mitchell en 1962 dans la pièce Prescription: Murder. L'acteur mesure 1,68 m, il est plutôt trapu, avec une chevelure brune assez fournie et généralement en bataille.
Sa tenue vestimentaire est presque toujours la même : un costume gris clair ou marron, une chemise beige clair ou jaune pâle, une fine cravate marron foncé, des souliers de cuir brun et le célèbre imperméable beige. L'ensemble est passablement usé, et c'est une plaisanterie récurrente dans la série que de faire passer Columbo pour un clochard auprès de certains personnages, ou à tout le moins de marquer la différence entre son apparence et celle des milieux huppés qu'il fréquente souvent pour les besoins de ses enquêtes.
Cependant, dans le téléfilm Inculpé de meurtre de 1968, considéré comme le premier pilote de la série, il est vêtu de manière plus conventionnelle, en costume cravate de teinte sombre, vêtement commun aux autres policiers, et porte les cheveux plus courts. On peut aussi le voir en smoking, comme dans les épisodes À chacun son heure et dans Meurtre à la carte. Dans l'épisode Columbo change de peau, il enfile aussi un autre costume afin de se faire passer pour un petit malfrat.
Le regard troublant et inégal de Columbo est dû à l'œil de verre de Falk dans la cavité oculaire droite. Concernant le personnage, le mystère est resté entier pendant vingt-cinq ans, jusqu'à La Griffe du crime (A Trace of Murder) de 1997. Columbo plaisante en disant « trois yeux valent mieux qu'un » après avoir demandé à un légiste de l'accompagner interroger une suspecte.

### Personnalité
Lors de ses enquêtes, Columbo parle beaucoup pour ne rien dire (ce qui renforce par ailleurs le caractère comique du personnage) et parle notamment de lui, donnant au fil des épisodes différentes informations sur sa vie et sur ses goûts. C'est un inquiet. Toujours obsédé par les menus détails, il se déclare souffrir d'idiosyncrasie. De toutes petites choses le tiennent éveillé toute la nuit et il dit aimer ébaucher des idées avec sa femme.
Columbo ne porte presque jamais d’arme et conduit une Peugeot 403 cabriolet de 1959. Il est sujet au vertige et au mal de mer, il ne sait pas nager. Il est facilement écœuré et ne supporte pas les autopsies ni même regarder des photographies de meurtres « malpropres ».
Il n'est pas très calé en calcul. Il aime la cuisine, les limericks (des poèmes en cinq vers, toujours comiques et absurdes), les westerns, l'opéra italien, les valses de Strauss, le golf, la musique classique, le bowling, les romans policiers et le football à la télévision. Il s'est autoproclamé expert en réglage de téléviseurs, alors qu'il ne l'a fait qu'une fois et que le bouton lui est resté dans les mains.
En 1972, il gagnait onze mille dollars par an. Il est si près de ses sous que, pour leur vingt-cinquième anniversaire de mariage, il envisage d'emmener sa femme faire du camping plutôt que lui offrir un objet en argent. Ses parents et grand-père sont morts. Son mets favori est le chili con carne (avec des biscuits) qu'il dévore dans un restaurant populaire qui existait réellement, le Barney's Beanery de West Hollywood. Columbo adore aussi le café qu'il boit noir, les œufs durs lui servant de coupe-faim. Il parle anglais, italien (couramment dans certains épisodes, dans un autre il prétend ignorer cette langue, lors d'une conversation avec un mafieux) et un peu l'espagnol.
D'un naturel flegmatique, il n'a perdu son sang froid que lors d'une seule affaire. Il n'apprécie guère, sans doute au vu de ses origines modestes, les nantis dans l'univers desquels le conduisent souvent ses enquêtes. Faisant preuve de condescendance, mêlée d'une fausse naïveté à l'égard de ceux-ci, feignant même l'admiration ou disant que sa femme admire les œuvres ou le travail réalisé par eux, ce qui lui permet d'endormir leur vigilance, et les surprendre par sa sagacité. Il prend un malin plaisir à les faire tourner en bourrique, leur faisant croire qu'il a fini de poser ses questions et revenant quelques secondes ou une minute plus tard pour en reposer une autre. Parfois, il va jusqu'à abuser de l'hospitalité des témoins, mais plus souvent des suspects, leur demandant s'il peut se servir d'un chocolat, d'un cigare ou se faire carrément un soda glacé (milk shake).
Il parle toujours de sa femme, qu'il aime profondément. Il semble avoir succombé brièvement au charme d'une suspecte (Faye Dunaway) qui, en fait, protégeait sa fille, complice du meurtre commis ensemble. Pourtant, discutant avec un ami barman, il admet clairement qu'elle le manipule et qu’il entre dans son jeu uniquement pour découvrir la vérité. Face à la tentation qu'il simule, il dira même : « Si tu crois tout ce que raconte un inspecteur de police, tu es le roi des imbéciles. » Malgré cela Columbo, vu les circonstances abjectes auxquelles elles ont été soumises, choisit finalement d'arrêter la mère et de laisser partir la fille.

## Origine du personnage
D'après le critique Edwin Jahiel, l'idée du personnage du lieutenant Columbo viendrait du personnage qu'interprète Charles Vanel dans le film de Henri-Georges Clouzot Les Diaboliques sorti en 1955,.

## Création du personnage
En 1960, William Link et Richard Levinson publient une nouvelle dans le magazine américain Alfred Hitchcock's Mystery nommée Dear Corpus Delicti dans laquelle le lieutenant Fisher enquête sur un meurtre. Cette nouvelle est adaptée à la télévision sous le titre Enough Rope dans l'émission The Chevy Mystery. Les noms des personnages sont changés et le lieutenant Fisher devient le lieutenant Columbo. Le téléfilm est diffusé sur NBC le 31 juillet 1960 et le lieutenant est interprété par Bert Freed.
En 1962, Link et Levinson adaptent de nouveau leur texte en une pièce qui sera jouée à Broadway. Prescription : Murder sera jouée pendant six mois et traversera les États-Unis et le Canada. Le succès est au rendez-vous. L'acteur qui interprète alors Columbo se nomme Thomas Mitchell.
Milieu des années 1960, le studio Universal cherche à développer des séries pour la télévision. Link et Levinson proposent au studio une réécriture de leur scénario clé. Le studio accepte et le rôle est proposé à Peter Falk mais cet acteur n'intéresse pas Link et Levinson, qui ont été marqués par l'interprétation de Thomas Mitchell, mort depuis. Le duo préfère Lee J. Cobb à Falk mais ce dernier est en tournage en Europe. Peter Falk est finalement engagé. Le téléfilm est diffusé le 20 février 1968 sur NBC et le succès est immédiat. Universal et NBC proposent au duo d'écrire une série dont le personnage principal serait Columbo, qui était jusque-là un personnage secondaire dans l'esprit de ses créateurs.
Link et Levinson sont réticents et signent, dans un premier temps, pour un pilote. Peter Falk hésite à sacrifier sa carrière à un personnage récurrent du petit écran mais la série prend une forme particulière : sept épisodes de quatre-vingt-dix minutes par an. Falk est partant et, le 1er mars 1971, Ransom for a Dead Man est diffusé sur NBC. Le succès est de nouveau au rendez-vous et le tournage de la série est programmé.

### À propos du nom
Dans le troisième épisode de la première saison, le général Martin Hollister ironise sur le nom de Columbo voyant que le lieutenant a le mal de mer. Columbo répond alors que Christophe Colomb faisait sûrement partie d'une autre branche de la famille.

## Œuvres où le personnage apparaît

### Téléfilms
- Enough Rope (Don Richardson, 1960) avec Bert Freed[12]
- Inculpé de meurtre (Prescription: Murder, Richard Irving, 1968) avec Peter Falk (VF : Serge Sauvion)[13]

### Théâtre
- Prescription: Murder (1962) avec Thomas Mitchell.

En 2005, la pièce est jouée à Paris au théâtre Le Temple ; Columbo est interprété par Pascal Brunner. En 2016, au théâtre Michel, par Martin Lamotte.

### Série télévisée
- Columbo (William Link, Richard Levinson, 1971-2003) avec Peter Falk (VF : Serge Sauvion)